# Isla Masson
La isla Masson o la isla Misión es un isla cubierta por el hielo, de unas 17 millas de longitud y 465 m de altitud, estando a 9 millas al noroeste de la isla Henderson dentro de la barrera de hielo Shackleton. 
La isla Masson está localizada en las coordenadas 66°08′S 96°35′E / -66.133, 96.583. La isla Masson fue descubierta en febrero de 1912 por la Expedición Antártica Australasiana bajo la dirección de Sir Douglas Mawson, quien la llamó así en honor al profesor sir David Orme Masson de Melbourne, miembro del Comité Consultivo de la Expedición Australiana Antártica.

## Reclamación territorial
La isla es reclamada por Australia como parte del Territorio Antártico Australiano, pero esta reclamación está sujeta a las disposiciones del Tratado Antártico.
- Datos: Q1407303